# Rasa (estetica)
Il termine rasa (in sanscrito, रस) letteralmente significa "succo, essenza" e connota un concetto nelle arti indiane sul sapore estetico di qualsiasi opera visiva, letteraria o musicale che evochi un'emozione o un sentimento nel fruitore ma che non possono essere descritti. Si riferisce ai sapori/all'essenza emotiva elaborati nell'opera dall'autore e apprezzati da uno "spettatore sensibile" o "sahṛdaya", letteralmente "uno che ha il cuore" e può connettersi all'opera con trasporto.
I rasas derivano dai  bhavas, cioè gli stati d'animo.